# Vlaams Agentschap voor Personen met een Handicap
Het Vlaams Agentschap voor Personen met een Handicap (VAPH) werd opgericht op 1 april 2006 en verving het Vlaams Fonds (van Vlaams Fonds voor de Sociale Integratie van Personen met een Handicap of afgekort tot VlaFo), dat op zijn beurt een afsplitsing was van de toen nog nationale "rijksdienst voor de sociale reclassering van de mindervaliden". Het is een Intern Verzelfstandigd Agentschap (IVA) dat de sociale integratie van personen met een handicap (een blijvende functiebeperking) bevordert. Het Vlaams Agentschap staat in voor het aspect 'zorg', een Vlaamse materie binnen de gehandicaptenzorg in België. Sinds 2019 is een deel van de taken van het VAPH toevertrouwd aan het agentschap Opgroeien.
Wie een tijdelijke beperking heeft, moet zich richten tot een ziekenfonds.
Andere mogelijkheden zijn de verzekeringsmaatschappij (bij het verwerven van een handicap na een verkeersongeval), de Federale Overheidsdienst Sociale Zekerheid (tegemoetkoming voor personen met een handicap, een parkeerkaart), kinderbijslagkassen voor (verhoogde) kinderbijslag.

## Evolutie
Oorspronkelijk (voor de regionalisering van de bevoegdheden) was de zorg voor personen met een handicap een federale materie verspreid over het Ministerie van Sociale Voorzorg (voor wat betreft inkomen), het Rijksfonds voor de Sociale Reclassering van de Minder-Validen (arbeid & beroepsopleiding) en het Fonds voor Medische, Sociale en Pedagogische Hulp aan gehandicapten (beter bekend als 'het Fonds 81') (voor de ambulante, semi-residentiële en residentiële voorzieningen, ook de zorgsector genoemd).
De grondwetsherzieningen van 1980 en 1988 hadden als gevolg dat de functionele revalidatie van het Rijksfonds naar het RIZIV werd overgeheveld, en de persoonsgebonden materies (zorg, arbeid en beroepsopleiding) onder bevoegdheid van de Vlaamse Regering samen kwamen in het Vlaams Fonds voor de Sociale Integratie van Personen met een Handicap (decreet 27 juni 1990). Het Vlaams Fonds moest administratieve vereenvoudiging, sociale & individuele integratie nastreven.
In 2006 verschoven de verschillende bevoegdheden in het kader van de herstructurering van de Vlaamse overheid (het BBB of Beter Bestuurlijk Beleid) naar 13 "nieuwe" beleidsdomeinen. 
Binnen het nieuwe 'Vlaams Agentschap voor Personen met een Handicap' (met ingang van 1 april 2006) verhuist de sector 'opleiding en tewerkstelling'. Individuele ondersteuning naar arbeid verhuist naar de VDAB. De Beschutte Werkplaatsen behoren nu tot de bevoegdheid van het Vlaams subsidieagentschap voor werk en sociale economie.

## Wat doet het Vlaams Agentschap?

### Algemeen doel
Het Vlaams Agentschap bevordert in Vlaanderen de participatie, integratie en gelijkheid van kansen voor mensen met een handicap, in alle domeinen van het maatschappelijk leven, om hun autonomie en kwaliteit van leven zo goed mogelijk te verwezenlijken.
Het VAPH doet dit via tussenkomsten op vlak van hulpmiddelen en aanpassingen, diensten en voorzieningen die ten dienste staan van personen met een handicap, het persoonlijk assistentiebudget en werk & opleiding (dit laatste niet meer sinds 1 oktober 2008). Ze werkt samen met het Waals en het Brussels Fonds.

### Individuele dienstverlening
De dienstverlening valt uiteen in vier sectoren: individuele materiële bijstand, zorg, mobiliteit en vrijetijdsbesteding. Het Vlaams Agentschap komt financieel tussen op vlak van wonen, onderwijs, inkomen, vrijetijdsbesteding (vrijetijdsbemiddeling), mobiliteit, toegankelijkheid, hulpmiddelen & aanpassingen en via het persoonlijk assistentiebudget (PAB).
Sinds 1 april 2006 is de VDAB (Vlaamse Dienst voor Arbeidsbemiddeling en beroepsopleiding) verantwoordelijk voor werk en opleiding van personen met een handicap. Sinds 1 oktober 2008 moeten personen met een handicap zich inschrijven bij de VDAB om (beroeps)opleiding en hulp bij tewerkstelling aan te vragen.

### Ondersteuning van instanties
Behalve individuele dienstverlening ondersteunt het Vlaams Agentschap financieel en logistiek de voorzieningen en instellingen die instaan voor de zorg van personen met een handicap. De beschutte werkplaatsen, oorspronkelijk een deel van de bevoegdheid van het Vlaams Agentschap, zijn sinds 1 oktober 2008 ondergebracht bij het Vlaams Subsidie-Agentschap voor Werk en Sociale Economie.
Het Vlaams Agentschap zet zich op dat vlak tevens in voor kwaliteitszorg, integrale jeugdzorg en voor inclusie.

### Onderzoek & Onderwijs
Het Vlaams Agentschap voert wetenschappelijk onderzoek uit in functie van het beleid aan de basis van de zorg voor personen met een handicap. Onderwijs wordt via lezingen en documentatie indirect en via overleg in functie van ondersteuning van studenten direct gesteund.

### Preventie
Het Vlaams Agentschap tracht zoveel als mogelijk de gelijke kansen van personen met een handicap te bevorderen, en een gelijke behandeling te vragen bij overheden en bedrijven.

## Inschrijven

### Wie komt in aanmerking?
Iedere Belg die officieel in Vlaanderen woont, die een handicap heeft, en niet ouder is dan 65, komt in aanmerking.
Een handicap wordt als volgt omschreven:
Een langdurig en belangrijk participatieprobleem dat te wijten is aan het samenspel van mentale, psychische, lichamelijke of zintuiglijke aard, beperkingen bij het uitvoeren van activiteiten en persoonlijke en externe factoren (oprichtingsdecreet 1 januari 2006)
Niet-Belgen met een handicap kunnen op bepaalde voorwaarden hun recht doen gelden.
Van alle zaken waarvoor ondersteuning gevraagd wordt aan het Vlaams Agentschap voor Personen met een Handicap, steeg autismespectrumstoornis (ASS) de jongste vijf jaar het snelst. In 2024 ging het om 21 procent van alle geregistreerde Vlamingen bij het VAPH, ofwel 17.143 mensen. Ze zijn daarmee de grootste groep, na de mensen met een fysieke handicap (44%).

### Procedure
Wie een aanvraag wil doen bij het Vlaams Agentschap, tot tussenkomst, richt zich tot een erkend multidisciplinair team (MDT), dat door middel van een multidisciplinair verslag de aard van de handicap zal vaststellen.
Mogelijke MDT's zijn: een dienst Maatschappelijk Werk van het ziekenfonds, een Centrum voor Leerlingenbegeleiding (CLB), een Centrum voor Algemeen Welzijnswerk, een dienst of centrum voor revalidatie, Centrum voor Gespecialiseerde Voorlichting bij Beroepskeuze, een 
centrum voor observatie, oriëntering, medische, psychologische en pedagogische behandeling van gehandicapten, een dienst kinderpsychiatrie in een ziekenhuis of jeugdkliniek.
Het verslag wordt, samen met het informatieformulier (gegevens ingevuld door de huisarts) met de hulp van de aanvrager opgesteld en doorgestuurd naar de Provinciale Evaluatiecommissie (PEC), die eveneens multidisciplinair is samengesteld. Zij bepalen de handicap, de aard en de mate van ondersteuning die nodig is om optimaal maatschappelijk te functioneren.
Deze beslissing, positief of negatief, wordt aan de aanvrager meegedeeld. Een negatieve beslissing wordt voorafgegaan door een 'voornemen tot het nemen van een beslissing', waarop beroep mogelijk is.

## Individuele Dienstverlening

### Algemeen
De individuele dienstverlening valt uiteen in de individuele materiële bijstand, de dienstverlening rond zorg en rond mobiliteit.

### Individuele materiële bijstand
Het Vlaams Agentschap kan tussenkomen in de kosten voor hulpmiddelen, aanpassingen of bijstand na advies van het Multidisciplinair Team.
In de "bijstandskorf" (4 jaar mogelijkheid tot tussenkomst) gaat het om aanpassingen aan de woning, hulpmiddelen voor een betere mobiliteit of vlottere communicatie. De refertelijst van de Vlaamse Gemeenschap vermeldt wat wel en niet in aanmerking komt.
Het Vlaams Agentschap is residuair. Dat betekent dat eerst alle andere mogelijkheden bij andere instellingen uitgeput dienen te zijn vooraleer het Vlaams Agentschap tussenkomt bij bijvoorbeeld rolwagens.
Het Kennis - en Ondersteuningscentrum (KOC)staat in voor de informatieverspreiding over hulpmiddelen, biedt ondersteuning bij adviesverlening en kan advies uitbrengen over ergonomische aanpassingen van de werkomgeving. De hulpmiddelendatabank van het KOC, de Vlibank, bevat meer dan 12.000 hulpmiddelen en aanpassingen.

### Zorg
De opvang en begeleiding varieert naargelang de zorgvraag, de thuissituatie en de leeftijd van de persoon met een handicap.
Het persoonlijk assistentiebudget (PAB) is een budget dat het Vlaams Agentschap aan de persoon met een handicap of zijn wettelijke vertegenwoordiger toekent voor de gehele of gedeeltelijke tenlasteneming van de kosten van de persoonlijke assistentie en de organisatie ervan. Het 'rugzak-principe' wordt hier toegepast, dat wil zeggen dat de persoon met een handicap, hij of zij is de budgethouder, kan beslissen over de tussenkomst en hulpverlening die hij wenst. De middelen worden in handen gegeven van de persoon zelf en niet via een (collectief georganiseerde) zorgvoorziening omgezet in hulp en bijstand.

### Voorzieningen
Voor kinderen en jongeren
- Het kind of de jongere met een handicap woont, in overleg met zijn ouders of opvoeders, thuis of in een voorziening (mits een inschrijving bij het Vlaams Agentschap): semi-internaat of internaat.
- Semi-internaten zorgen voor dagbegeleiding (al dan niet verbonden aan scholen voor buitengewoon onderwijs). Dit kan eventueel gecombineerd worden met internaat, dienst voor thuisbegeleiding, kortverblijf of pleeggezin.
- Internaten bieden 24 op 24 opvang (al dan niet verbonden aan een school voor buitengewoon onderwijs). Het is mogelijk in een internaatvoorziening voltijds  (7 dagen op 7), deeltijds (1 tot 4 dagen per week) of tijdelijk (gedurende een bepaalde periode, minstens 12 uur) te verblijven.
- Is er nog een duidelijkheid over de aard van de handicap, in geval van gedrags - of emotionele stoornissen, dan is een verblijf in een observatiecentrum mogelijk (onbeperkt maar meestal niet langer dan 36 maand).

Voor volwassenen
Vanaf 21 kunnen personen met een handicap ook zelfstandig wonen, in een aangepaste woning en met gebruik van speciale hulpmiddelen. Soms is er ook een persoonlijke assistent.
De mogelijkheden voor volwassenen zijn:
- Begeleid wonen
- Begeleide uitgroei uit voorzieningen
- Begeleiding door een particulier (WOP)
- Beschermd wonen
- Dagcentrum
- Kortverblijf
- Tehuis voor werkenden & Tehuis voor niet-werkenden
- Thuisbegeleiding
- Zelfstandig wonen

Contactgegevens van de verschillende voorzieningen voor jongeren en volwassenen per provincie zijn terug te vinden op de website van het VAPH.

### Werk en Beroepsopleiding
Sinds 1 oktober 2008 is de ondersteuning in beroepsopleiding en tewerkstelling gewijzigd.
De volgende wijzigingen zijn gebeurd:
- De maatregelen die de tewerkstelling van personen met een handicap bevorderen zoals CAO26, VIP, de aanpassing van de arbeidspost, zijn overgeheveld naar het Vlaamse ministerie van werk. Op 1 oktober 2008 zijn de CAO26 en de VIP vervangen door de VOP, de Vlaamse ondersteuningspremie. Het GTB-netwerk, dat de begeleiding verzorgde binnen het Vlaams agentschap voor personen met een handicap is mee overgegaan naar het Vlaamse ministerie van werk. Verder zijn de gespecialiseerde opleidingscentra, vroeger CBO geheten, nu GOB's genoemd en de consultatiebureaus, nu GA genoemd omdat ze (ook)gespecialiseerd arbeidsonderzoek verrichten, mee overgeheveld naar het Vlaamse beleid rond werk. De consultatiebureaus vervullen nog wel hun functie van multidisciplinair team bij de toeleiding naar het Vlaams agentschap voor personen met een handicap.
- De materie van de beschutte werkplaatsen is overgeheveld naar het Vlaams subsidieagentschap voor werk en sociale economie. (dit is ook een onderdeel van het Vlaamse ministerie van werk)
- De VDAB is vanaf 1 oktober 2008 verantwoordelijk voor de toeleiding. Soms worden mensen opgevangen in het gespecialiseerde circuit van GTB, GOB en GA, naast de dienstverlening van de VDAB.

### Vrijetijdsbesteding
Behalve met ondersteuning van organisaties die aangepaste vrijetijdsactiviteiten organiseren, en vrijetijdsbemiddeling aanbieden, komt het Vlaams Agentschap tussen bij hulpmiddelen om die vrijetijdsbesteding mogelijk te maken.
Een aantal organisaties is erkend, andere niet maar dragen niettemin bij tot de ontspanning van de persoon met een handicap.
Er zijn ook stimulansen en initiatieven op regionaal en provinciaal vlak.

### Mobiliteit
Individueel vervoer wordt terugbetaald voor rolstoelgebruikers en mensen die geen 300 meter kunnen stappen door hart - of ademhalingsproblemen of door een motorische handicap.
De personen met een handicap genieten mogelijk ook tussenkomst bij verplaatsing met het openbaar vervoer, verplaatsing van en naar school en verplaatsing van en naar het werk. Sommigen hebben recht op een parkeerkaart, hulpmiddelen bij verplaatsing en andere vormen van bijstand.
Er bestaan tevens diensten aangepast vervoer.

## Aanverwante topics

### Onderwijs
Kinderen en adolescenten met een handicap volgen, conform de leerplicht, onderwijs in het gewoon onderwijs, het buitengewoon onderwijs, het inclusief onderwijs of het geïntegreerd onderwijs. Verder studeren aan de Hogeschool of Universiteit is ook mogelijk.
Het Vlaams Agentschap kan tussenkomst of ondersteuning bieden voor verplaatsing van en naar de school en persoonlijke assistentie (PAB) in het onderwijs.
De hogeschool en universiteit hebben vaak zelf ook een zorgcoördinator en/of sociale dienst die personen met een handicap begeleiden of 'coachen'.

### Inkomen
De persoon met een handicap heeft mogelijk recht op een tegemoetkoming voor personen met een handicap (die bestaat uit twee delen: de inkomensvervangende tegemoetkoming en de integratie-tegemoetkoming), ziekte- of invaliditeitsuitkering, werkloosheidsuitkering en/of (verhoogde) kinderbijslag. Hiervoor kan hij niet terecht bij het Vlaams Agentschap (VAPH), maar wel bij de Federale Overheidsdienst Sociale Zekerheid, voor de tegemoetkoming, voor de tweede uitkering bij de mutualiteiten, voor de derde uitkering bij de RVA, voor de vierde uitkering bij de kinderbijslagkassen..

### Toegankelijkheid
Toegankelijkheid is een vlag die een grote lading dekt.
Het Vlaams Agentschap stimuleert toegankelijk openbaar vervoer, toegankelijk reizen/toerisme en toegankelijke gebouwen en woningen.
Binnen de cel 'gelijke kansen in Vlaanderen' van de Vlaamse overheid bestaat eveneens het Vlaams steunpunt voor toegankelijkheid. Elke provincie heeft ook zijn Provinciaal steunpunt voor toegankelijkheid. Deze cel 'gelijke kansen in Vlaanderen" voert een beleid van gelijke kansen uit, sinds 2009 ook voor personen met een beperking. Ze doet dit aan de hand van de open coördinatie methode (OCM) waarbij de Vlaamse Ministeries hun beleid op elkaar afstemmen en elkaar stimuleren in de te nemen maatregelen.
Toegankelijke websites worden gepromoot en bijgestuurd door "Anysurfer" (voorheen BlindSurfer) in België en "Drempelsweg" in Nederland. Op de website van "Accessibility" is allerlei informatie terug te vinden over hoe een toegankelijke website eruit mag zien. Er zijn diverse programma's waarmee u kan testen of uw website toegankelijk is, zoals Bobby Worldwide.

### Kwaliteitszorg
Het kwaliteitsdecreet voor welzijnsvoorzieningen (ingevoerd door de Vlaamse Regering op 29 april 1997) stelt verhoogde kwaliteitseisen voor elke door het Vlaams Agentschap erkende voorziening.
Dit houdt onder meer in dat de hulp - en dienstverlening die verstrekt wordt de gebruiker (de cliënt, de hulpvrager) centraal moet staan.
Respect, recht op eigen overtuiging, klachtenrecht, recht op informatie & inspraak ... de voorziening moet dit kunnen aantonen door een kwaliteitshandboek dat een neerslag is van het kwaliteitssysteem en een kwaliteitsplanning.
In het kwaliteitshandboek staat de beschrijving van het kwaliteitssysteem, de missie & visie, de doelstellingen van de organisatie en de verantwoordelijke van het kwaliteitsbeleid.